# Onychiurus armatus
Onychiurus armatus är en urinsektsart som först beskrevs av Tycho Fredrik Hugo Tullberg 1869.  Onychiurus armatus ingår i släktet Onychiurus och familjen blekhoppstjärtar. Inga underarter finns listade i Catalogue of Life.